# Emilia Rogucka
Emilia Rogucka (* 18. Juni 1984) ist eine polnische Handballspielerin.
Die 1,73 m große Rechtsaußen spielte in Polen für KS Łącznościowiec und stand von 2006 bis 2009 beim deutschen Bundesligisten Frankfurter Handball Club unter Vertrag. Danach war sie für den Regionalligisten HSG Hattorf/Schwiegershausen aktiv. Später spielte sie beim HSG Osterode-Harz, bei Roude Léiw Bascharage und bei der TSG Ober-Eschbach.
Sie absolvierte über 50 Länderspiele.